# ダニエル・チェカルディ

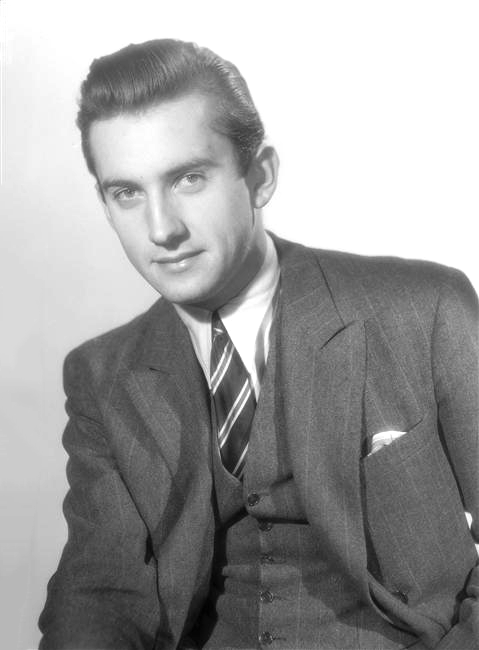
ダニエル・チェカルディ（1946年）

ダニエル・チェカルディ（Daniel Ceccaldi, 1927年7月25日 - 2003年3月27日）は、フランスの俳優、演出家。セーヌ＝エ＝マルヌ県モー出身。

## 出演作品
- 夜霧の恋人たち[1]
- リオの男
- 危険なささやき
- 禁断のつぼみ[1]

## 演出作品
- イカロスの飛行